# Scrolling (jeu vidéo)
Pour les articles homonymes, voir Scrolling.

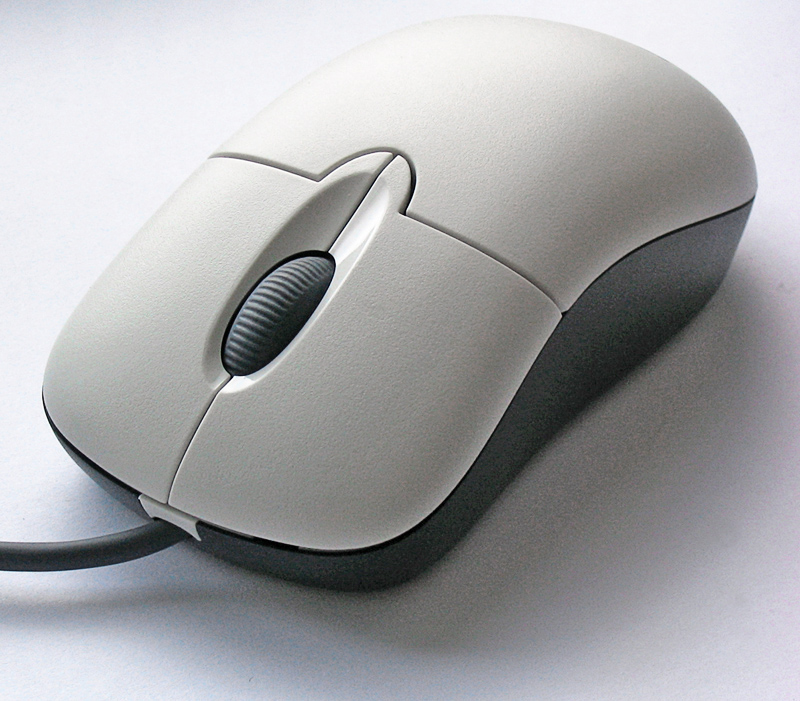
Une souris peut servir à scroller

Le scrolling (ou défilement) dans un jeu vidéo est une technique d'affichage informatique produisant des déplacements d'éléments à l'écran. Cette technique permet de faire déplacer des textes des images ou des vidéos verticalement ou horizontalement. Le scrolling ne modifie pas l'élément, mais ne fait que déplacer ce qui semble être plus grand que l'écran. Le scrolling est également utilisé pour afficher le texte des messages à l'écran, notamment le générique de fin. Dans les jeux vidéo, le défilement d'une aire de jeu permet au joueur de contrôler un objet dans une grande zone contiguë. Des techniques telles que le défilement parallaxe (ou parallax scrolling) ont été développées pour  améliorer l'effet visuel en donnant un effet de profondeur.

## Histoire
Les premiers exemples de cette méthode incluent le jeu de course à défilement vertical Speed Race (en) de Taito de 1974. Le premier jeu de tir à défilement horizontal est intitulé Defender, un jeu vidéo distribué par la société Williams Electronics en 1980. Et c'est de plus, déjà un défilement parallaxe.

### Défilement parallaxe
Le défilement parallaxe est le déplacement d'un calque de décors dans un jeu vidéo en deux dimensions à une vitesse différente de l'action. Cette technique a été popularisée par le jeu d'arcade Moon Patrol sorti en 1982,.

## Utilisation stratégique
Le choix par le programmeur du déclenchement, mouvement, ou blocage du défilement, influe sur le gameplay, comme par exemple, la vision plus ou moins anticipée de ce qui va approcher le protagoniste, ou d'un emplacement vers lequel il devra ou pourra aller.
Dans les jeux d'action à deux ou plusieurs joueurs, les personnages doivent en général rester dans le cadre de l'écran, afin que chaque joueur puisse en permanence contrôler son personnage. De fait, si chacun des deux personnages se trouve à une extrémité de l'écran et progresse vers « l'extérieur », il y a un conflit. En général, le programme résout ce conflit en bloquant le défilements, les personnages devenant alors immobiles.
Dans les jeux d'affrontement, ceci peut être utilisé pour bloquer le personnage adverse et, par exemple, l'empêcher d'esquiver un projectile.
Il est parfois aussi choisi de diviser l'écran en plusieurs parties tout le long du jeu, ou bien uniquement lorsque les joueurs s'éloignent trop l'un de l'autre. Parfois encore, il est décidé que si le personnage sort de la zone d'affichage parce qu'en retard, il prend un malus, voire meurt.